# Johann Christian Wutzke
Johann Christian Wutzke (* 1767 in Arnhausen bei Königsberg; † 10. Juli 1842) war ein deutscher Wasserbau-Experte, Verwaltungsbeamter und Chronist.

## Leben
Nach dem Studium der Architektur war Wutzke seit 1779 als Referendar beim Oberbaudepartement tätig. Er legte 1801 das Baumeisterexamen ab und wurde 1805 Assessor bei der preußischen Kriegs- und Domänenkammer Gumbinnen. 1809 wurde er dort Baurat. 1810 setzte er seine Verwaltungslaufbahn in Königsberg fort, wo er später im Range eines Regierungsbaudirektors für Wasser- und Deichbau zuständig war. Er wurde 1837 pensioniert und bei dieser Gelegenheit zum Geheimen Regierungs- und Baurat befördert. Er verfasste u. a. eine Reihe von Abhandlungen über die Gewässer und Wasserwege Preußens.
Wutzke war Mitglied der Physikalisch-ökonomischen Gesellschaft zu Königsberg in Preußen. 

## Werke (Auswahl)
- Beitrag zur Kunde der Gewässer in Preußen. In: Beiträge zur Kunde Preußens. Band 2, Königsberg 1819, S. 29–61.
- Erster Beitrag zur Kenntniß des Memel-Stroms, von seinem Ursprunge bis zur Theilung in den Ruß- und Gilge-Strom und bis zur Ausmündung in das Kurische Haff. In: Beiträge zur Kunde Preußens. Band 3, Heft 2, Königsberg 1820, S. 89–121.
- Zweiter Beitrag zur Kenntniß des Memelstroms, als Kommerzial-Wasserstraße von Rußland nach Preußen und zwar von Grodno nach Schmalleningken. In: Beiträge zur Kunde Preußens. Band 3, Heft 3, Königsberg 1820, S. 221–241
- Dritter Beitrag in Hinsicht der Passage über den Memel-Strom von Grodno an, bis zur Theilung in Ruß und Gilge und zur Ausmündung in das Kurische Haff. In: Beiträge zur Kunde Preußens. Band 3, Heft 4, Königsberg 1820, S. 281–292.
- Beschreibung des Narewflusses. Abgefaßt im Jahr 1818. In: Beiträge zur Kunde Preußens. Band 3, Heft 6, Königsberg 1820, S. 441–485.
- Beschreibung des Bugflusses. In: Beiträge zur Kunde Preußens. Band 3, Heft 6, Königsberg 1820, S. 486–495.
- Beitrag zur Kenntniß des Drewenz-Flussen. In: Beiträge zur Kunde Preußens, Band 4, Königsberg 1821, S. 425–447 und S. 448–457.
- Bemerkungen über die Gewässer, die Ostseeküste und die Beschaffenheit des Bodens im Königreich Preußen. Bornträger, Königsberg 1829 (Volltext).
- Bemerkungen über die Ostseeküste von Pillau bis zur kurischen Nehrung und über die Gewinnung des Bernsteins in Preußen. In: Preußische Provinzial-Blätter; Band 3, Königsberg 1830, S. 440–449 und S. 525–534;  Band 4, Königsberg 1830, S. 59–66 und S. 261–286.
- Bemerkungen über die Entstehung und den gegenwärtigen Zustand des kurischen Haffs und der Nehrung, und über den Hafen von Memel. In: Preußische Provinzial-Blätter. Band 5, Königsberg 1831, S. 122–138, S. 226–234, S. 293–301 und S. 443–464.
- Bemerkungen über die Litthauische Niederung, die sich durch dieselbe ziehenden Wasserläufe, welche zum Theil die große Wasserstraße von Königsberg nach Polen und Rußland bilden, und über die Entstehung und Unterhaltung der Bedeichungen der Ströme zum Schutz der Niederung vor Überschwemmungen. In: Preußische Provinzial-Blätter. Band 6, Königsberg 1831, S. 28–61 und S. 216–239.
- Bemerkungen über die Entstehung und gegenwärtige Beschaffenheit des Großen und Kleinen Friedrichsgrabens, und der Schiffbarkeit des Deimeflusses, als Theile der großen Handels-Wasserstraße von Königsberg nach Polen und Rußland. In: Preußische Provinzial-Blätter. Band 6, Königsberg 1831, S. 549–561; Band 7, Königsberg 1832, S. 24–49 und S. 236–245.
- Beschreibung des Frischen Haffs, der Nehrung, des Hafens bei Pillau u. s. w. In: Preußische Provinzial-Blätter. Band 8, Königsberg 1832, S. 356–364, S. 462–470 und S. 594–604;  Band 9, Königsberg 1833, S. 42–57, S. 151–165, S. 261–268,  S. 429–440 und S. 668–675; Band 10, Königsberg 1833, S. 101–108 und S. 236–244.
- Einige Erinnerungen aus den Jahren 1806 und 1807. In: Preußische Provinzial-Blätter. Band 12, Königsberg 1834, S. 258–266 und S. 353–360; Band 13, Königsberg 1835, S. 28–34, S. 149–155,  S. 249–255  und S. 349–354.
- Bemerkungen über die Besitznahme Preussens, welche von den Wasserwegen ausgegangen ist. Ueber die Entstehung der Schlösser und Burgen, deren Zweck, Bauart und ihre jetzige Beschaffenheit. G. Reimer, Königsberg 1836.
- Bemerkungen über die Wasserleitungen bei der Stadt Königsberg. In: Preußische Provinzial-Blätter. Band 17, Königsberg 1837, S. 211–221 und S. 309–321.
- Der Goldappfluß und  dessen Umgegend bis zur Polnischen Grenze. In: Preußische Provinzial-Blätter. Band 18, Königsberg 1837, S. 528–531.
- Erinnerungen aus dem Jahre 1812. (Aus den Nachlass.) In: Preußische Provinzial-Blätter. Neue Folge, Jahrgang 1845, Marienwerder 1845, S. 669–676.